# Glenn Quinn
Glenn Martin Christopher Francis Quinn (Dublino, 28 maggio 1970 – Los Angeles, 3 dicembre 2002) è stato un attore irlandese.

## Biografia
Dopo la giovinezza in Irlanda, a 19 anni emigrò insieme alla madre e alle due sorelle Sonya e Lousia negli Stati Uniti: l'incontro con Johanna Ray, un direttore del casting, gli procurò il suo primo ruolo dopo un periodo in cui, per mantenersi, lavorò in fabbrica come imbianchino e come cameriere. Il suo personaggio in Pappa e Ciccia, Mark Healy, inizialmente doveva comparire solamente in un episodio ma finì con il diventare una costante presenza della serie per sette anni.
Nel 1999 entrò nel cast della serie Angel, da cui venne licenziato dopo solo nove episodi per alcolismo e abuso di droghe. Morì due anni dopo a causa di una overdose di eroina. Gli fu dedicato l'episodio intitolato Un viaggio lungo un giorno della quarta stagione di Angel. Il suo nome compare alla fine dell'episodio con la dicitura "In loving memory of".

## Filmografia
- Call Me Anna (1990) (film TV) - George Chakiris
- Silhouette (1990) (film TV) - Darren Lauder
- Shout (1991) - Alan
- Dr. Giggles (1992) - Max Anderson
- Live Nude Girls (1995) - Randy
- Campfire Tales (1997) - Scott Anderson (episodio "The Locket") - Paramedico (episodio "The Campfire")
- Some Girl (1998) - Jeff
- At Any Cost (2000) (film TV) - Ben
- R.S.V.P. (2002) - Prof. Hal Evans, phd.

## Serie televisive
- Beverly Hills 90210 (1990) - Party Jock
- Pappa e ciccia (Roseanne) (1990-1997) - Mark Healy
- Covington Cross (1992) - Cedric Grey
- Angel (1999) - Allen Francis Doyle

### Doppiaggi
Glenn Quinn ha doppiato alcuni videogame.
- Outlaws (1997) - "Rattlesnake" Dick Farmer
- Star Wars: X-Wing vs. TIE Fighter (1996)
- The Curse of Monkey Island (1997) - Pirata

## Doppiatori italiani
Nelle versioni in italiano dei suoi film, Glenn Quinn è stato doppiato da:
- Francesco Bulckaen in Campfire Tales - Racconti del terrore
- Christian Iansante in Pappa e ciccia
- Alessandro Quarta in Angel